# Myristica clemensii
Myristica clemensii är en tvåhjärtbladig växtart som beskrevs av A. C. Smith. Myristica clemensii ingår i släktet Myristica och familjen Myristicaceae. Inga underarter finns listade i Catalogue of Life.